# Parlasco

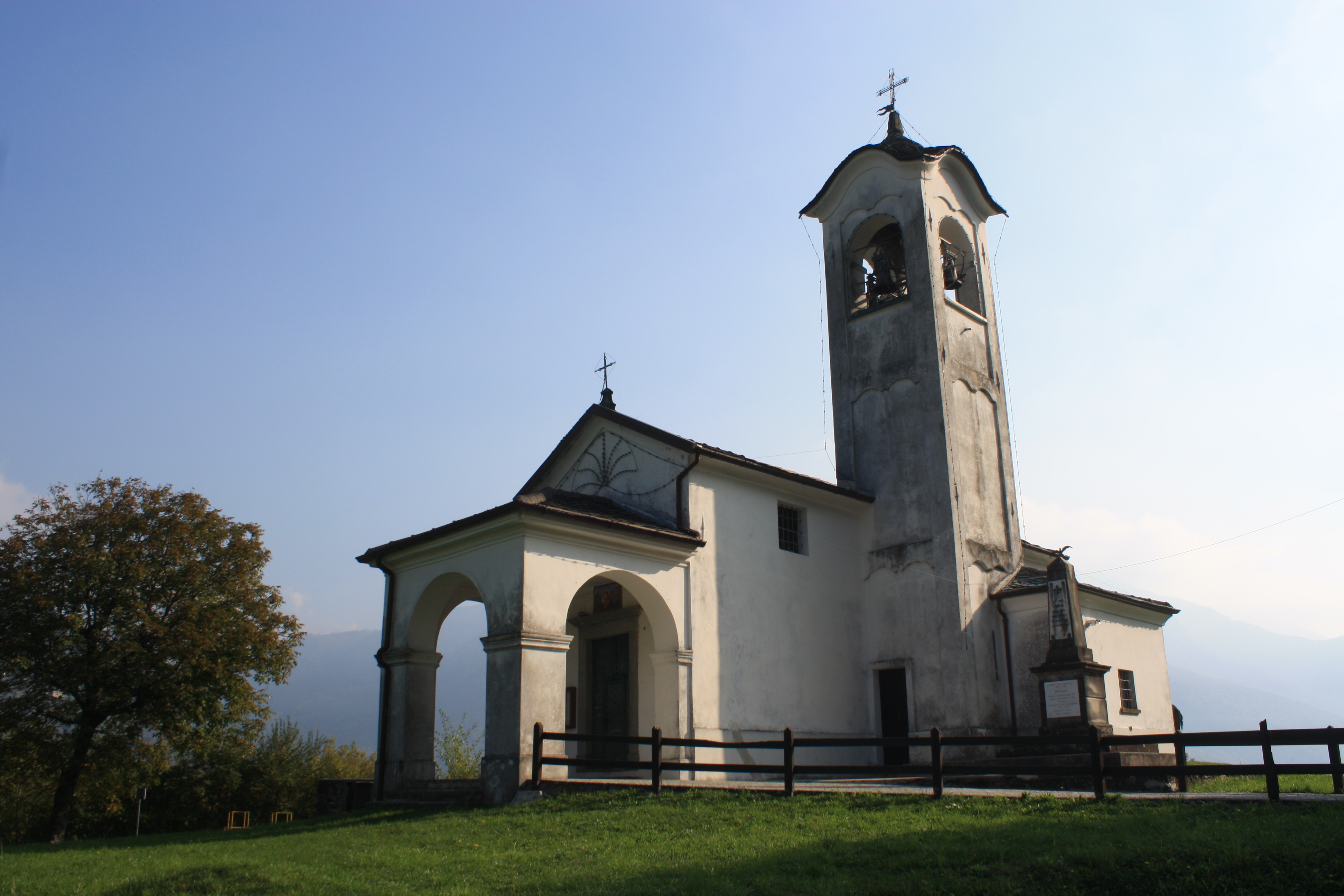
Pfarrkirche Sant’Antonio abate

Parlasco ist eine Gemeinde in der Provinz Lecco in der italienischen Region Lombardei mit 137 Einwohnern (Stand 31. Dezember 2023). 

## Geographie
Parlasco liegt etwa 20 km nördlich der Provinzhauptstadt Lecco und 60 km nördlich der Millionen-Metropole Mailand. Im Jahr 1971 hatte die Gemeinde Parlasco eine Fläche von 298 Hektar.
Die Nachbargemeinden sind Bellano, Esino Lario, Perledo und Taceno.

## Geschichte
Die Gemeinde Perlasco gehörte schon in der Antike zum Valsassina, als Teil der Familie Monti. Im Laufe des Jahres 1415 wurden die Bürgermeister und Prokuratoren der einzelnen Ländereien, die das Valsassina bildeten, darunter auch Parlasco, nach Mailand gerufen, um dem Herzog Filippo Maria Visconti die Treue zu schwören. In den Verzeichnissen des Herzogtums Mailand von 1558 und den nachfolgenden Aktualisierungen bis zum 17. Jahrhundert wird Prelasco (Parlasco) unter den Ländereien von Valsassina aufgeführt. In einem Prospekt aus dem Jahr 1572 (Terre Ducato di Milano, 1572), in dem alle Ländereien des Herzogtums Mailand und andere, die für den Verkauf freigegeben sind, aufgeführt sind, wird Perlasca (Parlasco) unter den infrascritte comuni des Valsassina genannt. Aus den vom Provinzbürgermeister Michel’Angelo Manzone im 18. Jahrhundert gesammelten Gewohnheitsregeln über die Regierung des Valsassina und aus den Antworten auf die 45 Anfragen der königlichen Volkszählungskommission im Jahr 1751 geht hervor, dass Parlasco in der Gruppe der Monti eine der Gemeinden (oder Gemeinschaften, aber auch einfach als Land oder Ort genannt) war, die der allgemeinen Gemeinschaft des Valsassina untergeordnet und unterworfen waren.
Nach dem vorübergehenden Zusammenschluss der lombardischen Provinzen mit dem Königreich Sardinien wurde die Gemeinde Parlasco mit 143 Einwohnern, die von einem 15-köpfigen Gemeinderat und einem zweiköpfigen Stadtrat verwaltet wird, auf der Grundlage der durch das Gesetz vom 23. Oktober 1859 festgelegten territorialen Aufteilung in den Bezirk II von Introbbio, Bezirk III von Lecco, Provinz Como, eingegliedert. Bei der Verfassung des Königreichs Italien im Jahr 1861 hatte die Gemeinde 151 Einwohner (Volkszählung 1861). Nach dem Gemeindegesetz von 1865 wurde die Gemeinde von einem Bürgermeister, einer Junta und einem Rat verwaltet. Im Jahr 1867 wurde die Gemeinde in denselben Bezirk, Kreis und dieselbe Provinz eingegliedert (Verwaltungsbezirk 1867). Im Jahr 1924 wurde die Gemeinde in den Bezirk Lecco der Provinz Como eingegliedert. Nach der Gemeindereform im Jahr 1926 wurde die Gemeinde von einem Podestà verwaltet. Nach der 1946 angeordneten Reform der Gemeindeordnung wurde die Gemeinde Parlasco von einem Bürgermeister, einer Junta und einem Rat verwaltet. 

## Bevölkerungsentwicklung
| Bevölkerungsentwicklung | Bevölkerungsentwicklung | Bevölkerungsentwicklung | Bevölkerungsentwicklung | Bevölkerungsentwicklung | Bevölkerungsentwicklung | Bevölkerungsentwicklung | Bevölkerungsentwicklung | Bevölkerungsentwicklung | Bevölkerungsentwicklung | Bevölkerungsentwicklung | Bevölkerungsentwicklung | Bevölkerungsentwicklung | Bevölkerungsentwicklung |
| ----------------------- | ----------------------- | ----------------------- | ----------------------- | ----------------------- | ----------------------- | ----------------------- | ----------------------- | ----------------------- | ----------------------- | ----------------------- | ----------------------- | ----------------------- | ----------------------- |
| Jahr                    | 1861                    | 1871                    | 1881                    | 1911                    | 1931                    | 1951                    | 1961                    | 1971                    | 1981                    | 1991                    | 2001                    | 2011                    | 2022                    |
| Einwohner               | 151                     | 169                     | 170                     | 177                     | 194                     | 205                     | 190                     | 171                     | 146                     | 133                     | 146                     | 141                     | 136                     |
| Quelle: ISTAT           |                         |                         |                         |                         |                         |                         |                         |                         |                         |                         |                         |                         |                         |

## Feste und Sehenswürdigkeiten
- Kirche Sant’Antonio Abate. Das Gebäude ist ein Mauerwerk mit einem einzigen gewölbten Schiff mit Presbyterium und angrenzenden Seitenkörpern für Kapellen und Sakristei. Vor dem Eingang befindet sich ein Säulengang, während an der Südseite ein Glockenturm steht, der um 1780 errichtet wurde. An der linken Wand des Presbyteriums befindet sich eine Darstellung der Dreifaltigkeit, die Francesco Busi von Valtorta (Lombardei) im Jahr 1351 in Auftrag gab. Auf der gegenüberliegenden Seite kann man das Martyrium des Heiligen Sebastian aus dem 15. Jahrhundert sowie ein Wappen der Visconti mit dem charakteristischen Biskuit bewundern. Am rechten Pfeiler des Presbyteriums befindet sich ein Freskenzyklus aus dem Jahr 1593, der einen Mönchsheiligen darstellt (wahrscheinlich den heiligen Abt Antonius oder den heiligen Antonius von Padua), während am linken Pfeiler der heilige Abt Antonius mit einem Bischofsstab und einem Teufel an der Leine zu sehen ist, anstatt eines Schweins, was für die Ikonographie des Heiligen üblicher ist. Auf dem Triumphbogen, der im 14. Jh. geschaffen und im 16. Jahrhundert überarbeitet wurde, befindet sich ein Teil der Verkündigung des Brescianer Malers Aragonio Aragone, der auch Autor einer anderen Verkündigung war, die heute grob übermalt am Eingangsportal des Hauses Busi in Parlasco zu sehen ist. An den Seitenwänden, beiderseits der Verkündigung, sind seine Heiligen und zwei Heiligenfiguren, unter denen der heilige Petrus zu erkennen ist, sowie eine Episode aus dem Leben des heiligen Abtes Antonius zu sehen. An der rechten Wand des Kirchenschiffs befindet sich ein Altarbild aus dem 17. Jahrhundert mit der Darstellung der Muttergottes zwischen dem Heiligen Antonius dem Abt und dem Heiligen Erzengel Michael, das sich früher über dem Hochaltar der Kirche befand. In der 1867 errichteten Kapelle auf der linken Seite, die dem heiligen Karl Borromäus geweiht war und heute der Jungfrau Maria gewidmet ist, befindet sich eine Madonnenstatue über dem Altar, der mit einem hölzernen Tabernakel und einem bestickten Frontaltar ausgestattet ist.[2] und Fest des Ortspatrons Antonius der Große am 17. Januar.